# Frank Watson Dyson
Frank Watson Dyson (8 de enero de 1868 – 25 de mayo de 1939) fue un astrónomo británico. Desde su cargo como Astrónomo Real, es recordado por introducir la difusión de las señales horarias ("pips") desde el observatorio de Greenwich; y por su papel durante la observación del eclipse de 1919, que sirvió para la comprobación de la teoría de la relatividad general de Einstein acerca del efecto de la gavedad sobre la luz.

## Biografía

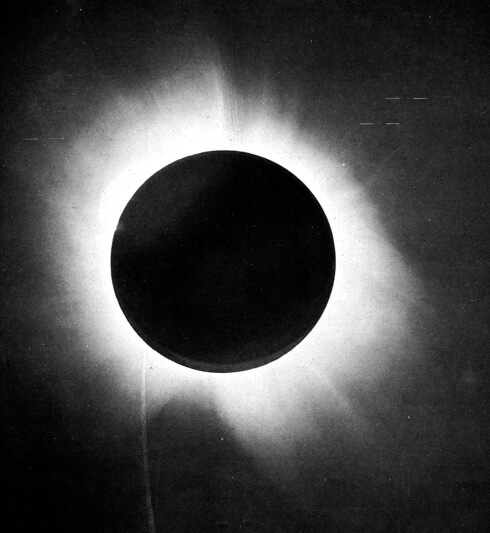
Fotografía del eclipse de 1919

Dyson nació en Measham, cerca de Ashby-de-la-Zouch, (Leicestershire), hijo del reverendo baptista Watson Dyson y de su mujer Frances Dodwell. Durante su juventud la familia se trasladó a Yorkshire, donde estudió en la Heath Grammar School de Halifax, logrando posteriormente becas para la Bradford Grammar School y para el Trinity College de la Universidad de Cambridge, donde estudió matemáticas y astronomía, obteniendo el rango de Segundo Wrangler en 1889.
En 1894 fue nombrado experto asistente en el Observatorio de Greenwich, trabajando en el Catálogo Astrográfico publicado en 1905.
Astrónomo Real para Escocia entre 1905 y 1910, y Astrónomo Real (y Director del Real Observatorio de Greenwich) de 1910 a 1933, en 1928 instaló en el Observatorio un nuevo reloj de péndulo libre (el tipo más preciso disponible en aquel tiempo) y organizó la transmisión inalámbrica regular (desde la estación GPO situada en Rugbi) del Tiempo medio de Greenwich. También introdujo en 1924 los "seis pips" horarios a través de la BBC. Durante años fue presidente del Instituto Horológico Británico, cuya Medalla de Oro recibió en 1928.
También sobresalió en el estudio de los eclipses solares, siendo una autoridad en el espectro de la corona solar y de la cromosfera. Fue el organizador de las expediciones para observar el eclipse solar de 1919 en Brasil y en la Isla de Príncipe, observaciones que permitieron confirmar el efecto de la gravedad sobre la luz predicho por la teoría de la relatividad de Albert Einstein.
En 1894 se casó con Caroline Bisset Best (fallecida en 1937), hija de Palemon Best, con quien tuvo dos hijos y seis hijas.
Dyson murió a bordo de un barco mientras viajaba de Australia a Inglaterra en 1939, y fue enterrado en el mar.

## Reconocimientos y honores
- Miembro de la Royal Society (1901)[5]
- Miembro de la Sociedad Real de Edimburgo (1906)
- Presidente de la Sociedad Astronómica Real (1911-1913)
- Vicepresidente de la Royal Society (1913–1915)
- Nombrado Sir (1915)
- Presidente de la Asociación Astronómica Británica (1916–1918)
- Medalla Real de la Royal Society (1921)
- Medalla Bruce de la Sociedad Astronómica del Pacífico (1922)
- Medalla de oro de la Real Sociedad Astronómica (1925)
- Caballero Comendador de la Orden del Imperio Británico (1926)
- Medalla de oro del Instituto Horológico Británico (1928)
- Presidente de la Unión Astronómica Internacional (1928–1932)
- Una placa conmemorativa azul recuerda que entre 1894 y 1906, Dyson vivió en la casa del n.º 6 de Vanbrugh Hill, Blackheath, Londres SE3.

## Eponimia
- El cráter lunar Dyson lleva este nombre en su memoria.
- El asteroide 1241 Dysona también recuerda a Dyson.

## Frank Dyson y Freeman Dyson
Frank Dyson y el físico teórico Freeman Dyson no están relacionados entre sí. Aun así, Freman Dyson señala a Sir Frank como uno de los causantes de su interés por la astronomía, porque al compartir el mismo apellido, los logros de Sir Frank eran comentados por la familia de Freeman Dyson cuando él era un niño.
Inspiró el primer intento realizado por Freeman Dyson de escribir una pieza literaria juvenil en 1931, titulada: "Sir Phillip Robert's Erolunar Colisión", en la que Sir Philip es una versión finamente disfrazada de Sir Frank.

## Publicación destacada
- Astronomy, Frank Dyson, London, Dent, 1910